# Амонет

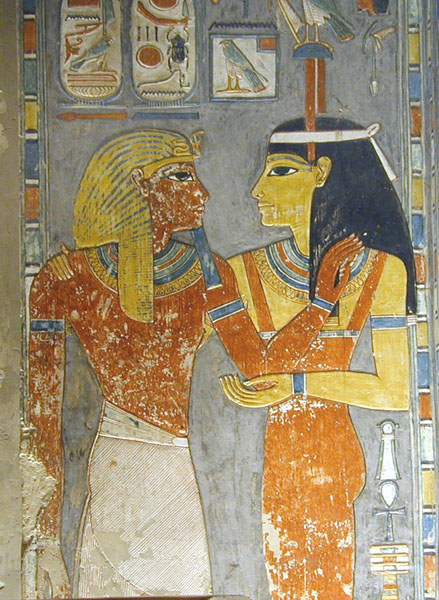
Фараон Гомергеб та Амонет

Амонет (також Амунет, Амаунет) — первісна богиня в староєгипетській релігії. Існувала в єдності з чоловічою іпостассю під тим же іменем, Амоном, як початок всього сущого. 

## Зображення
Амонет зображали з головою змії або в образі змії. Також зображали як жінку, що носить корону нижнього Єгипту.

## Значення
У сонмі богів Гермополіса Амонет вважали жіночою протилежністю Амона, тоді як в Уасет її зображали його дружиною. Вона стоїть на охороні повітря та північного вітру. Одночасно її вважали матір'ю Ра. Оскільки своїми характеристиками вона подібна до Нейт, зустрічається її назва у Пізньому царстві також як Нейт-Амонет.
У грецько-римський період її прираховували разом з Амоном до Хронократів — богів які управляли в певні дні.

## Амонет в ієрогліфах
Амонет
| i | mn&n&t | B1 |